# L'aereo più pazzo del mondo
L'aereo più pazzo del mondo (Airplane!) è un film comico del 1980 scritto e diretto dal trio Zucker-Abrahams-Zucker.
Il film ha avuto un sequel due anni dopo, dal titolo L'aereo più pazzo del mondo... sempre più pazzo, con la partecipazione di numerosi attori del primo film, ma con un diverso regista e sceneggiatore.

## Trama
L'ex pilota Ted Striker, dopo la sua esperienza in un'imprecisata guerra, ha paura di volare. Per riconquistare la sua ex ragazza, Elaine, ora impiegata come hostess, decide di imbarcarsi in un volo per Chicago sul quale quest'ultima presta servizio.
Improvvisamente equipaggio e passeggeri, un vero caleidoscopio di macchiette e stereotipi, accusano gravi sintomi di intossicazione alimentare a causa di un pasto servito in volo: fra questi sono inclusi i due piloti. Elaine, tra i pochi non intossicati, contatta la torre di controllo di Chicago e sotto le istruzioni del supervisore Steve McCroskey attiva il pilota automatico, un manichino gonfiabile di nome "Otto", in grado di portare il velivolo a Chicago ma non di farlo atterrare.
Elaine si rende conto che l'unica possibilità di portare l'aereo a destinazione è rappresentata da Ted, coadiuvato a terra da Rex Kramer, un suo ex commilitone. L'atterraggio riesce, tutti si salvano e Ted riconquista l'amore di Elaine, mentre l'uomo a terra, con l'aereo oramai sgombro, continua indefesso i suoi proclami su eroismo e patriottismo.

## Cast
Particolare la presenza di Kareem Abdul-Jabbar, allora giocatore professionista di basket, che interpretava il secondo pilota.
Grazie a questo film, Leslie Nielsen riuscì a rilanciarsi come interprete comico, dopo che negli anni Cinquanta e Sessanta aveva recitato in alcuni film di culto come Il pianeta proibito di Fred M. Wilcox. Nielsen avrebbe poi proseguito il sodalizio col trio Zucker-Abrahams-Zucker nella serie televisiva Quelli della pallottola spuntata e nella successiva trasposizione cinematografica.
Otto, il singolare pilota automatico gonfiabile, fonte di numerose gag (anche audaci), è ironicamente accreditato nei titoli di coda.
I tre registi compaiono anche in un cameo.

## Produzione
Il film è una surreale parodia del filone dei film della serie di Airport, seguendo il canovaccio della pellicola Ora zero, un classico del 1957 interpretato da Sterling Hayden, dove un pilota di elicotteri, reduce dalla Guerra di Corea, deve supplire ai colleghi colpiti da intossicazione alimentare.
La colonna sonora del film è composta dal musicista e compositore Elmer Bernstein, già autore delle colonne sonore di vasti classici cinematografici, ed essa cita anche Stephen Sondheim nella scena in cui compare nel suo cameo la diva Ethel Merman. In quello stesso periodo Bernstein stava componendo un'altra colonna sonora, quella per il film Heavy Metal, è proprio in quella colonna sonora si possono sentire alcune influenze dalla colonna sonora del film, una tra tutte nella traccia Flight to Holiday Town.

## Distribuzione
Il film è stato distribuito nelle sale cinematografiche italiane nel mese di ottobre del 1980.

### Data di uscita
Alcune date di uscita internazionali nel corso del 1980 sono state:
- 2 luglio 1980 negli Stati Uniti (Airplane!)[3]
- 24 ottobre 1980 in Italia[4]

## Accoglienza
All'uscita nel 1980, il consenso non fu unanime. Taluni, comparandolo con il contemporaneo The Blues Brothers, lo "declassavano" al filone minimale allora in voga dei film barzelletta, dalle battute scontate e già viste. Nel 2000 l'American Film Institute ha inserito il film al decimo posto nella classifica delle cento migliori commedie americane di sempre.
Nel 2010 è stato scelto per essere conservato nel National Film Registry della Biblioteca del Congresso degli Stati Uniti. Un dialogo del film ("Striker: Certamente non puoi essere serio! Rumack: Sono serio… e non chiamarmi Shirley", "Surely you can't be serious!” “I am serious… and don't call me Shirley" in lingua originale) è stata inserito nel 2005 nella lista delle cento migliori citazioni cinematografiche di tutti i tempi stilata dall'American Film Institute, nella quale figura al 79º posto.

### Critica
Secondo il Morandini il film "centra il bersaglio, cioè fa ridere spesso. Le citazioni cinematografiche si sprecano ma il piacere è proprio lì". Secondo Leonard Maltin il film è una "divertentissima parodia del genere aeroportuale (e in particolare di Ora zero di Bartlett)". Il film si pregerebbe di "gag non-stop fino all'ultimo fotogramma". Maltin consiglia per questo di restare "seduti anche durante i titoli di coda".